# Международный конкурс скрипачей имени Юрия Янкелевича
Международный конкурс скрипачей имени Юрия Янкелевича — соревнование молодых исполнителей, проходящее каждые два года начиная с 2009 г. в Омске, с которым были связаны детские годы выдающегося российского скрипача и музыкального педагога Юрия Янкелевича. Конкурс проводится для двух возрастных категорий: до 16 лет и от 16 до 28 лет включительно. Учредителем Конкурса является Министерство культуры Омской области, организатором — Омская областная филармония. Почётный президент Конкурса — народный артист СССР, лауреат государственной премии СССР, профессор Владимир Спиваков, отмечавший:

это событие ценно уже тем, что возникло такое желание — организовать конкурс в честь знаменитого музыкального педагога, школу которого знают и преподают на Западе, в Японии, США, не говоря уже о России.

Впервые конкурс был проведён в год столетия Юрия Янкелевича. В жюри вошли скрипачи Александр Брусиловский, Майя Глезарова, Феликс Андриевский, Владимир Ланцман и другие известные специалисты (многие из них — ученики Янкелевича), в обязательную программу для старшей группы были включены практически неизвестные сочинения Луиджи Мадониса и Джованни Верокаи — итальянских музыкантов на русской службе. В конкурсе участвовали исполнители из 11 стран, победителями стали 19-летний Габриэль Чалик (Франция) и 12-летняя Е Юань (Китай).